# Heinkel He 64
Die Heinkel He 64 war ein ziviles deutsches Sportflugzeug der Ernst Heinkel Flugzeugwerke.

## Entwicklung
Entwickelt wurde es 1932 für den Dritten Internationalen Europaflug, ein Flugwettbewerb, bei dem unter anderem eine 7500 km lange Strecke in möglichst kurzer Zeit absolviert werden sollte. Aus diesem Grund wurde besonders auf Leichtbau sowie eine optimierte Aerodynamik Wert gelegt. Das Flugzeug war als freitragender Tiefdecker in Holzbauweise konstruiert worden. Als Fahrwerk verwendete man noch ein starres Normalfahrwerk. Als Antrieb diente ein luftgekühlter Vierzylinder-Reihenmotor Argus As 8 mit 150 PS Leistung. Pilot und Kopilot waren hintereinander in der geschlossenen Kabine untergebracht.
Im Gegensatz zum erwarteten Wert von sechs Tagen benötigte die He 64 für den Wettbewerbsflug lediglich drei Tage.

## Technische Daten

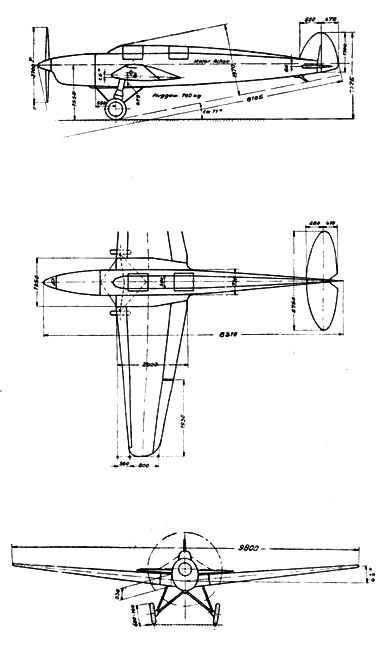
Dreiseitenansicht

| Kenngröße                                             | Daten (HE 64 B)                                                                                        |
| ----------------------------------------------------- | --- |
| Besatzung                                             | 1–2 |
| Länge                                                 | 8,31 m                                                                                                 |
| Spannweite                                            | 9,80 m                                                                                                 |
| Höhe                                                  | 2,06 m                                                                                                 |
| Flügelfläche                                          | 14,4 m²                                                                                                |
| Flügelstreckung                                       | 6,7 |
| Flächenbelastung                                      | 54,2 kg/m²                                                                                             |
| Leistungsbelastung                                    | 5,20 kg/PS                                                                                             |
| Leermasse                                             | 458 kg                                                                                                 |
| Rüstmasse                                             | 470 kg                                                                                                 |
| max. Startmasse                                       | 780 kg                                                                                                 |
| Antrieb                                               | ein luftgekühlter Vierzylinder-Viertakt-Einreihenmotor                                                 |
| Typ                                                   | Argus As 8 R mit am Boden verstellbarer Zweiblatt-Holzluftschraube (⌀ 2,10 m)                          |
| Startleistung Nennleistung am Boden                   | 150 PS (110 kW) bei 2100/min 135 PS (99 kW) bei 2090/min                                               |
| Kraftstoffvorrat                                      | 125 l                                                                                                  |
| Ölvorrat                                              | 16 l                                                                                                   |
| Höchstgeschwindigkeit                                 | 245 km/h in Bodennähe 238 km/h in 1000 m Höhe 220 km/h in 2000 m Höhe                                  |
| Reisegeschwindigkeit bei 80 % Startleistung           | 222 km/h in Bodennähe 218 km/h in 1000 m Höhe 200 km/h in 2000 m Höhe                                  |
| Landegeschwindigkeit                                  | 52 km/h                                                                                                |
| Steigzeit                                             | 3,9 min auf 1000 m Höhe 8,0 min auf 2000 m Höhe 12,8 min auf 3000 m Höhe                               |
| Dienstgipfelhöhe                                      | 6000 m                                                                                                 |
| opt. Reichweite                                       | 720 km bei Höchstgeschwindigkeit in 1000 m Höhe 760 km bei Reisegeschwindigkeit in 1000 m Höhe 1500 km |
| Startrollstrecke                                      | 88 m                                                                                                   |
| Startstrecke bis 15 m Höhe Landestrecke aus 15 m Höhe | 130 m 120 m                                                                                            |